# Pilota de golf

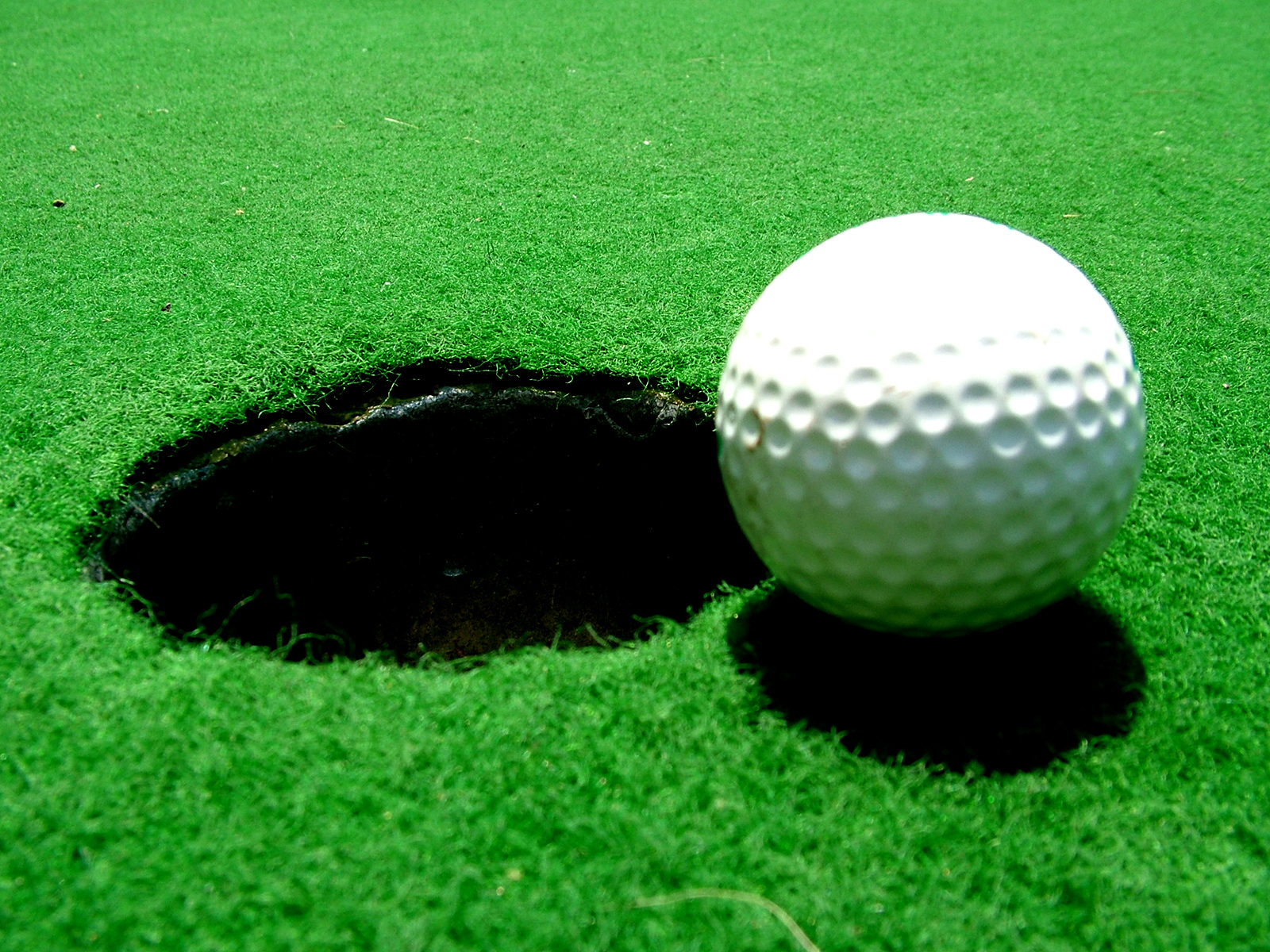
Pilota de golf.

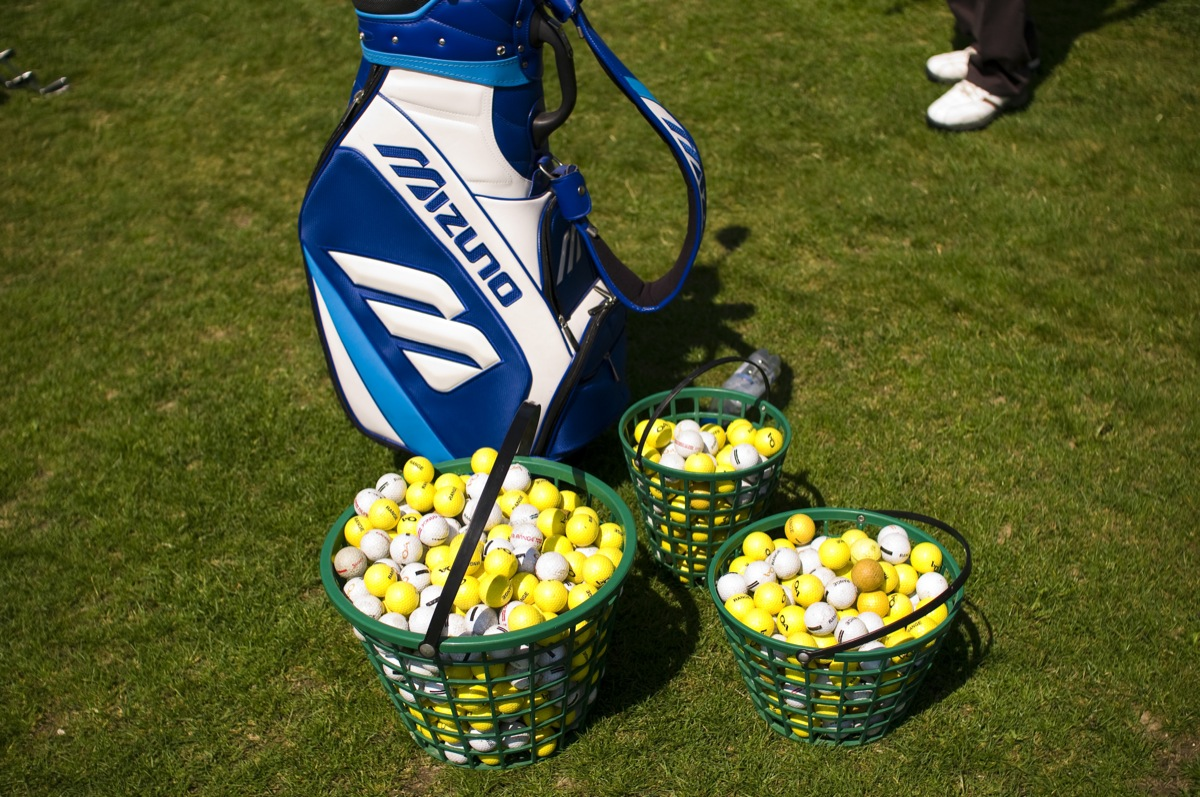
Boles de golf.

La pilota de golf és una pilota específicament dissenyada per jugar al golf, emprada conjuntament amb els pals de golf. No pot pesar més de 45,93 g però cal tenir en consideració que una pilota més pesada arriba més lluny. El diàmetre no pot ser inferior a 42,67 mm i, com passa amb els pals, en els tornejos oficials estan subjectes a revisions per tal de verificar que compleixen amb les regulacions vigents.
Els diferents tipus usats depenen de les característiques i preferències dels jugadors. També s'acostuma a fer servir pilotes prèviament utilitzades algunes vegades per altres jugadors, fonamentalment provinents de tornejos.

## Història
Fins al s. XVII, les pilotes eren de fusta, llavors es va introduir un model amb una carcassa de cuir farcida amb plomes d'oca o pollastre. S'aconseguien tantes plomes com per omplir un barret de copa, s'escalfava tot, es mullava i es construïa la pilota. Quan es refredava i s'assecava, el cuir es contreia, les plomes s'expandien, i la pilota quedava perfectament compacta. Aquesta pilota tenia una capacitat de vol superior, encara que eren molt més cares a causa de la seva manufactura manual. D'altra banda no eren perfectament rodones, pel que el seu vol era irregular. Quan es feia servir en situacions humides, era comú que es podrissin els cordills del cosit, i la pilota s'obrís.
El 1848, el doctor Robert Adams Paterson (de vegades anomenat Patterson) va inventar la pilota de gutaperxa, que es pot modelar en forma rodona mentre està calenta. A causa de les ratllades, la pilota tenia més subjecció i el seu vol era més real. Com a efecte lateral, eren més barates de fabricar. No és estrany, que ràpidament substituïssin les pilotes de plomes.
Ja en el s. XX, es van inventar pilotes de dues capes. Primer utilitzant un nucli líquid o sòlid, cobert per una capa feta amb un fil de cautxú i una fina capa protectora. Això permet ajustar la longitud, gir i altres característiques. Aquestes són les primeres pilotes que boten fins al sostre amb poc esforç.
Les pilotes modernes es fan amb diverses capes de materials sintètics, com ara Surlyn i poliuretà. Es classifiquen en dues peces, tres o quatre, en funció de les capes que tenen.

## Regulacions
Les regles de The Royal and Ancient Golf Club of St Andrews i United States Golf Association estableixen un diàmetre mínim de 42,67 mil·límetres, un pes màxim de 45,93 grams i una velocitat màxima de 76 metres per segon.

## Aerodinàmica
El cop del pal contra la pilota dura menys d'un mil·lisegon i determina la velocitat, l'angle d'elevació i el gir, que defineixen la trajectòria i el comportament quan aterra. Durant el vol, la pilota rep forces de sustentació i arrossegament. Els alvèols tenen un paper fonamental:
- Primer, la capa limítrof amb el costat superior canvia de laminar a turbulenta, la qual roman al costat de la superfície més temps que en estat laminar. Això crea una estreta zona de baixa pressió, que ajuda a mantenir la pilota en l'aire i augmenta el seu vol. El disseny dels alvèols permet contrarestar aquest efecte indesitjable.
- Segon, la contra-rotació genera elevació que deforma l'aire, tal com succeeix amb l'ala d'un avió, per l'efecte Magnus. Aquest "gir" se li dona en l'instant del cop, i proporciona més longitud de vol.

Al mateix temps, el pal pot proporcionar també una rotació lateral, que genera una trajectòria curvilínia. Tanmateix, això anul·la parcialment l'efecte anterior, reduint la distància. Per treure màxim partit, les pilotes han d'estar netes. Els alvèols bruts o danyats afecten negativament a les característiques de la pilota. Seguint les regles de la termodinàmica, escalfant la pilota es genera extra distància, i mullant-la s'incrementa el gir.

## Disseny
El dissenyador i fabricant anglès William Taylor el 1905 va patentar els alvèols en les pilotes de golf. Per la mateixa època altres dissenys eren "malla" i "arç", però no van tenir èxit.
La majoria de les pilotes actuals tenen entre 250 i 450 alvèols, encara que s'han fabricat pilotes de 500, i el rècord és 1070 alvèols. Gairebé totes les pilotes tenen un nombre parell d'alvèols. L'excepció és Srixon AD333, que té 333.
Les pilotes oficials han de ser el màxim de simètriques possibles. Si són asimètriques, la pilota s'autoajusta en el gir i suposa un avantatge extra que no va admetre l'associació USGA el 1981, després d'un acord amb Polara, que era el fabricant d'aquestes pilotes.
El color és majoritàriament blanc, encara que també n'hi ha de grogues, de taronges (per a situacions de boira) i d'altres colors. També és habitual que incloguin franges de disseny, el logotip del fabricant o números perquè el jugador les identifiqui.

## Selecció
Les pilotes es categoritzen en aquelles d'esbarjo, i avançades. Les d'esbarjo són per a jugadors aficionats de swing sota, i que les perden sovint. Aquestes pilotes tenen una capa externa sòlida, i una interna més tova. A més, són més barates.
Els jugadors de swings més ràpids prefereixen pilotes de tres capes o més, amb un nucli ferm. Produeixen major gir i aprofiten millor l'efecte de cop.
Notar que la selecció errònia de la pilota perjudica l'efectivitat. Un jugador potent copejarà una pilota d'esbarjo amb massa velocitat i es comprimeix massa, generant un cop inadequat.

## Pilotes per a divertiment
- Breakaway (ruptura). És buida i es trenca en mil trossos al colpejar-la.
- Exploding (explota). Similar, però conté un explosiu que desintegra la pilota.
- Stallers (elàstica). Són molt toves, i, fins i tot, un cop suau fa que s'elevin alt i poden fins i tot fer bucles.
- Esponja (esponja). Molt més toves. S'usen per practicar golf dins d'una habitació.
- Balboteig (wobblers). El centre de massa no és al centre de la pilota, pel que la seva trajectòria és imprevisible.
- Flota (floaters). Són menys denses que l'aigua, pel que si acaben en un llac, suren en comptes d'enfonsar-se.
- Ultra-distància (super-Distància). Amb menys alvèols i més pesades que les pilotes normals, de manera que redueixen turbulències i la resistència al vent.
- Nocturna (night golf balls). Brillen en la foscor.

## Rècords
El canadenc Jason Zuback va fer un cop a 328 km/h.

## Funció dels clotets de la pilota de golf
Una pilota de golf ben llançada pot recórrer fins a 275m gràcies als clotets que té a la seva superfície; si fos llisa, es desplaçaria com a màxim a uns 65m del punt de llançament.
Per què els clotets fan que la pilota arribi més lluny ? 
Quan una pilota llisa està en vol, una capa d'aire s'adhereix a la seva superfície frontal, i després se separa d'ella i s'arremolina en la part posterior fins a minvar la seva velocitat. Els nombrosos clotets d'una pilota de golf, en canvi, fan que l'aire no s'enganxi a la superfície frontal, sinó gairebé a la part posterior, la qual cosa crea menys resistència que en una pilota llisa.
Els clotets tenen també una altra finalitat: atès que les pilotes de golf sempre giren cap enrere en ser colpejades, els clots aspiren l'aire cap a la part superior de la pilota i produeixen una diferència de pressió, que fa que la pilota es mantingui més temps en l'aire.